# Tephraea morosa
Tephraea morosa är en skalbaggsart som beskrevs av Hermann Rudolph Schaum 1848. Tephraea morosa ingår i släktet Tephraea och familjen Cetoniidae. Inga underarter finns listade i Catalogue of Life.